# NGC 3061
NGC 3061 (również PGC 28670 lub UGC 5319) – galaktyka spiralna z poprzeczką (SBc), znajdująca się w gwiazdozbiorze Smoka. Odkrył ją William Herschel 2 kwietnia 1801 roku.